# スルー・ザ・パスト・ダークリー (ビッグ・ヒッツ Vol.2)
『スルー・ザ・パスト・ダークリー（ビッグ・ヒッツ Vol.2）』(Through The Past, Darkly (Big Hits Vol. 2))は、1969年にリリースされたローリング・ストーンズのアルバム。彼らにとって2作目の公式コンピレーション・アルバムであり、ブライアン・ジョーンズの脱退とその死後まもなくリリースされた。

## 解説
1969年2月に『レット・イット・ブリード』のレコーディングが始まったが、ブライアンのバンドでの地位はますます低下した。バンドは新メンバー、ミック・テイラーの加入を決定し、6月にブライアンの解雇を決定した。ブライアンはストーンズを脱退、自らのバンドを結成するつもりでいたが、7月3日の深夜自宅のプールで不可解な死を遂げた。
バンドは7月5日にハイド・パークでブライアン追悼フリーコンサートを行った。同コンサートは当初新メンバーのお披露目が目的であったが、3日のブライアンの急死を受け急遽追悼コンサートとして行われた。その後、新シングル「ホンキー・トンク・ウィメン」がリリースされ、世界的にヒットした。ブライアンの死は一時代の終わりを意味することとなり、ストーンズは新たな時代の始まりとして長く休止していたライヴ活動を新メンバーと共に再開し、それまでの経歴の一章を閉じるコンピレーション・アルバムのリリースを決定した。
『スルー・ザ・パスト・ダークリー』は9月にリリースされた。アルバムは四隅を切り取られた八角形の変形ダブルジャケットで、内側にはブライアン追悼の一文が記載された。
イギリス盤の収録曲はより変わった物となった。デッカ・レコードは内容をふくらませるために、1964年に発表されたEP盤『ザ・ローリング・ストーンズ』の収録曲「ユー・ベター・ムーブ・オン」、『アフターマス』のアウトテイクでアメリカでは『フラワーズ』に収録された「シッティン・オン・ア・フェンス」が加えられた。また、イギリスではシングルのみで発表されていた「夜をぶっとばせ」「ルビー・チューズデイ」「この世界に愛を」「ダンデライオン」「ホンキー・トンク・ウィメン」も収録された。
本作はイギリスでチャート2位を獲得した。2002年8月にアメリカ盤がアブコ・レコードよりリマスターされた上で、SACDとのハイブリッドCDとしてデジパック仕様で再発されたが、イギリス盤のリマスターは見送られ、廃盤となっている。
なお、アルバムタイトルのThrough the Past, Darklyは、新約聖書「コリント人への第一の手紙」13章にあるフレーズthrough a glass, darkly（「鏡を通して見るように、おぼろに」の意）のもじりと思われる。

## 収録曲
特筆無い限りジャガー/リチャーズ作詞・作曲。

### イギリス盤

#### SIDE A
1. ジャンピン・ジャック・フラッシュ - Jumpin' Jack Flash 3:40
2. マザーズ・リトル・ヘルパー - Mother's Little Helper 2:45
3. 2000光年のかなたに - 2000 Light Years From Home 4:45
4. 夜をぶっとばせ - Let's Spend The Night Together 3:36
5. ユー・ベター・ムーブ・オン - You Better Move On (Arthur Alexander) 2:39
6. この世界に愛を - We Love You 4:22

#### SIDE B
1. ストリート・ファイティング・マン - Street Fighting Man 3:15
2. シーズ・ア・レインボー - She's A Rainbow 4:11
3. ルビー・チューズデイ  - Ruby Tuesday 3:16
4. ダンデライオン - Dandelion 3:32
5. シッティン・オン・ア・フェンス - Sittin' On A Fence 3:02
6. ホンキー・トンク・ウィメン - Honky Tonk Women 3:00
  - この曲のみギターはミック・テイラー

### アメリカ盤

#### SIDE A
1. 黒くぬれ! - Paint It, Black 3:45
2. ルビー・チューズデイ  - Ruby Tuesday 3:16
3. シーズ・ア・レインボウ - She's A Rainbow 4:11
4. ジャンピン・ジャック・フラッシュ - Jumpin' Jack Flash 3:40
5. マザーズ・リトル・ヘルパー - Mother's Little Helper 2:45
6. 夜をぶっとばせ - Let's Spend The Night Together 3:36

#### SIDE B
1. ホンキー・トンク・ウィメン - Honky Tonk Women 3:00
2. ダンデライオン - Dandelion 3:32
3. 2000光年のかなたに - 2000 Light Years From Home 4:45
4. マザー・イン・ザ・シャドウ - Have You Seen Your Mother, Baby, Standing In The Shadow? 2:34
5. ストリート・ファイティング・マン - Street Fighting Man 3:15